# 九龍醫院
九龍醫院（英語：Kowloon Hospital，醫院管理局內部代碼：KH）是香港的公營醫院，位於香港九龍九龍城區何文田亞皆老街147號A，為九龍區首間由香港政府設立的醫院，由醫院管理局管理，為九龍中聯網醫院之一，主要提供服務予九龍區病人。
醫院共有17座院舍，分別於1925年至1965年年間建成。九龍醫院的胸肺內科是九龍區最大型胸肺專科中心之一，亦是香港首間提供胸肺康復計劃的醫院。另外，九龍醫院亦為伊利沙伯醫院及基督教聯合醫院的病人提供延續護理服務。
九龍醫院還肩負著培育醫護人員的責任。九龍醫院護士學校，亦為非政府機構培訓登記護士。

## 歷史

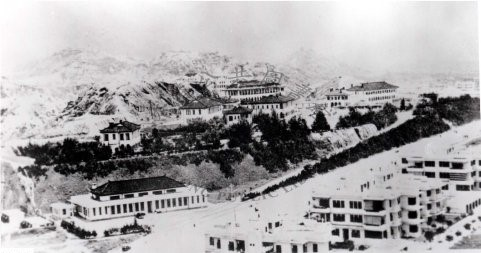
1930年代的九龍醫院

1929年9月，九龍醫院啟用，為九龍區第二間公立醫院，僅次於廣華醫院，當時由新任港督金文泰主持開幕儀式。
1941年至1945年香港淪陷期間，九龍醫院曾作日軍陸軍醫院。1942年6月1日，位於九龍醫院西北角的安慰英靈紀念碑揭幕，用白石疊成、有方形基座，用以紀念在香港攻略戰期間死亡的日軍。二戰結束後，紀念碑沒有被拆卸，而是被香港天文台徵用作訊號塔。
1963年12月15日伊利沙伯醫院落成啟用，成為九龍區的主要公立醫院，九龍醫院遂關閉急症室，改作肺病專科和療養院式醫院。
1991年12月九龍醫院移交醫院管理局管理。1999年12月，兩間康復科病房的126張病床及部份專職醫療服務遷往九龍醫院康復大樓運作。戴麟趾夫人復康院於2000年1月17日與九龍醫院合併，並於康復大樓繼續提供服務。九龍醫院正座（又名主座大樓）則於2004年建成及由醫院管理局接管。
九龍醫院多棟建築物已獲古物古蹟辦事處評級，詳細資料列於下表：

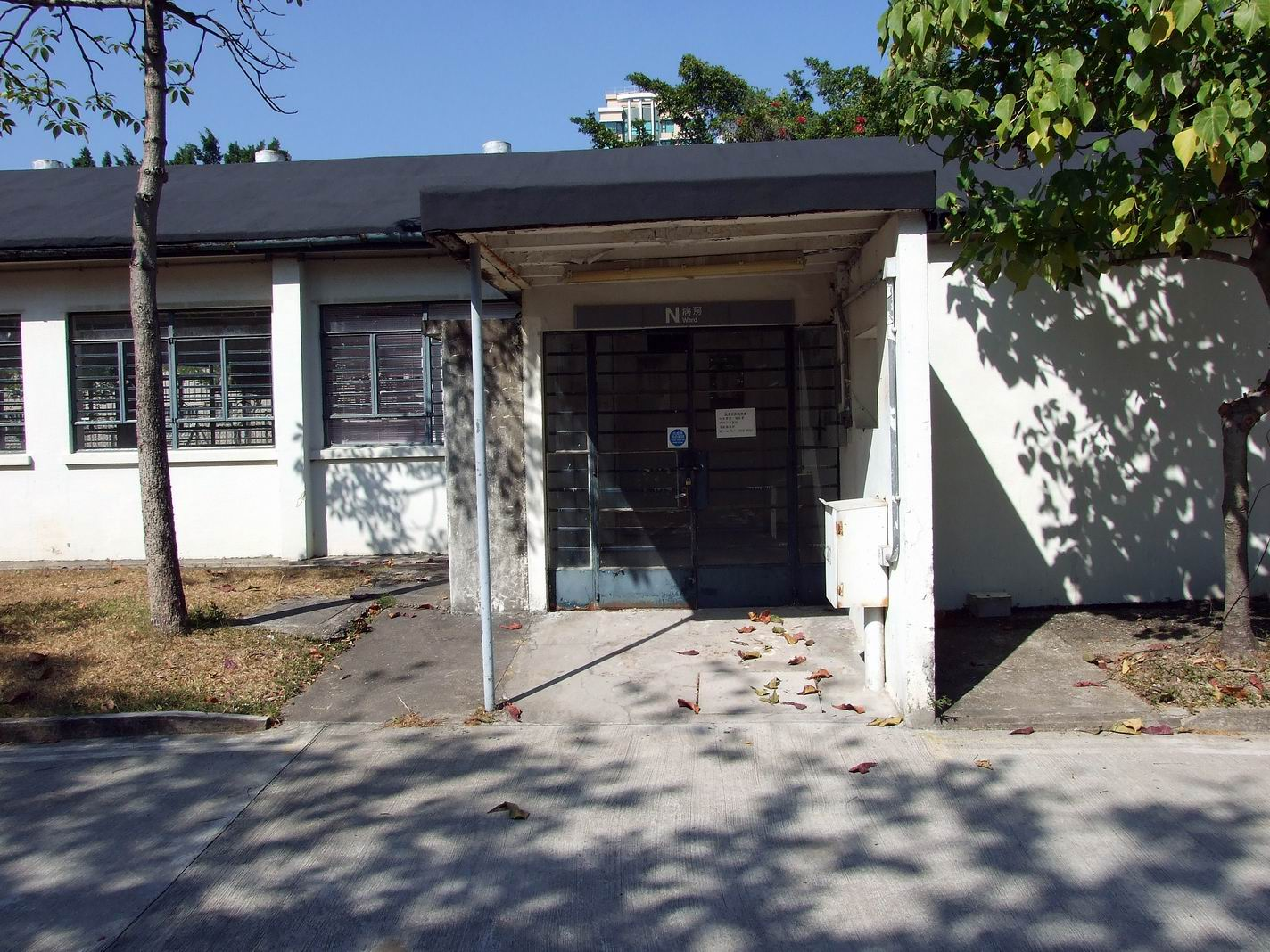
"N"座空置的病房
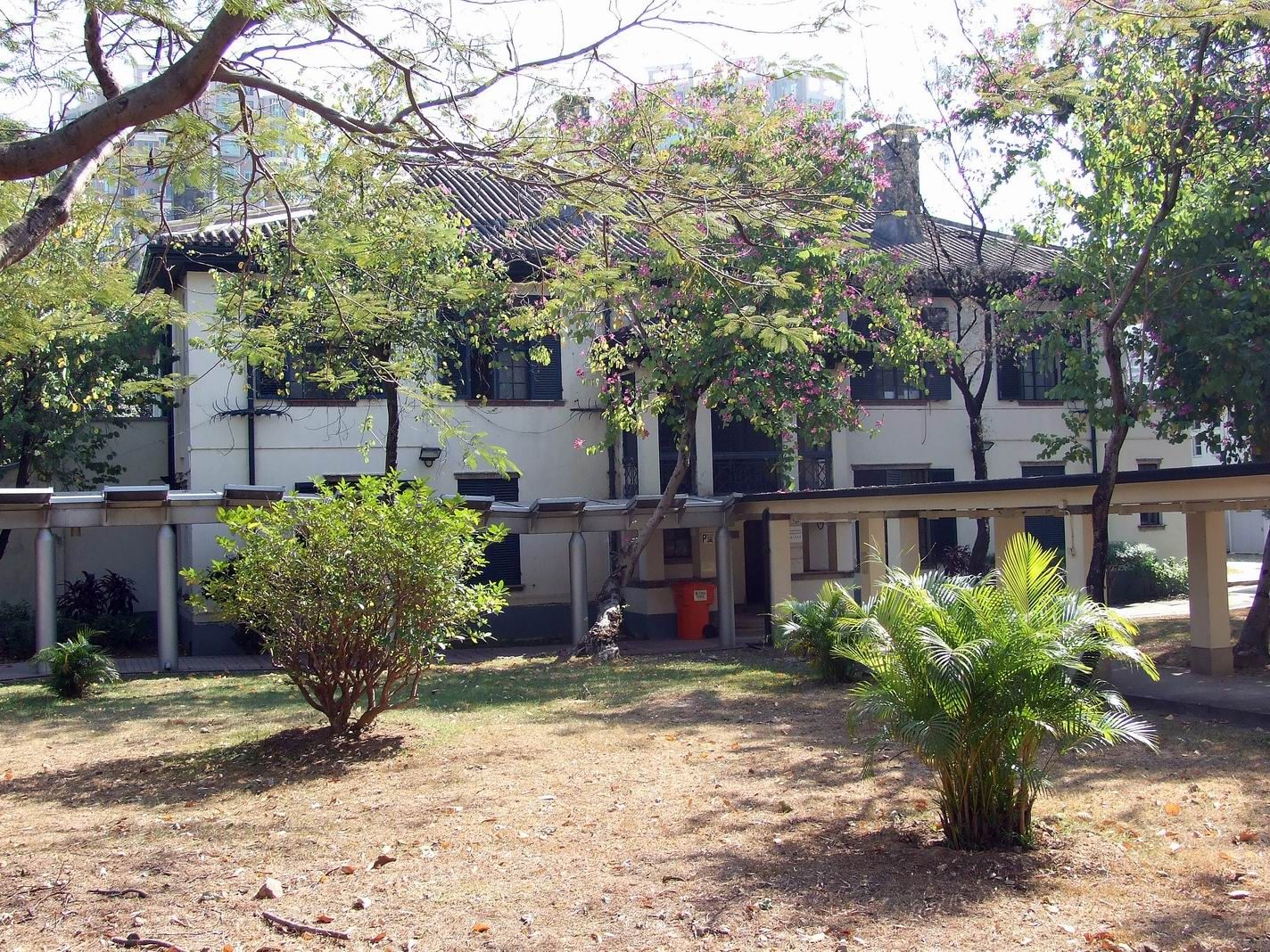
"P"座改作更衣室
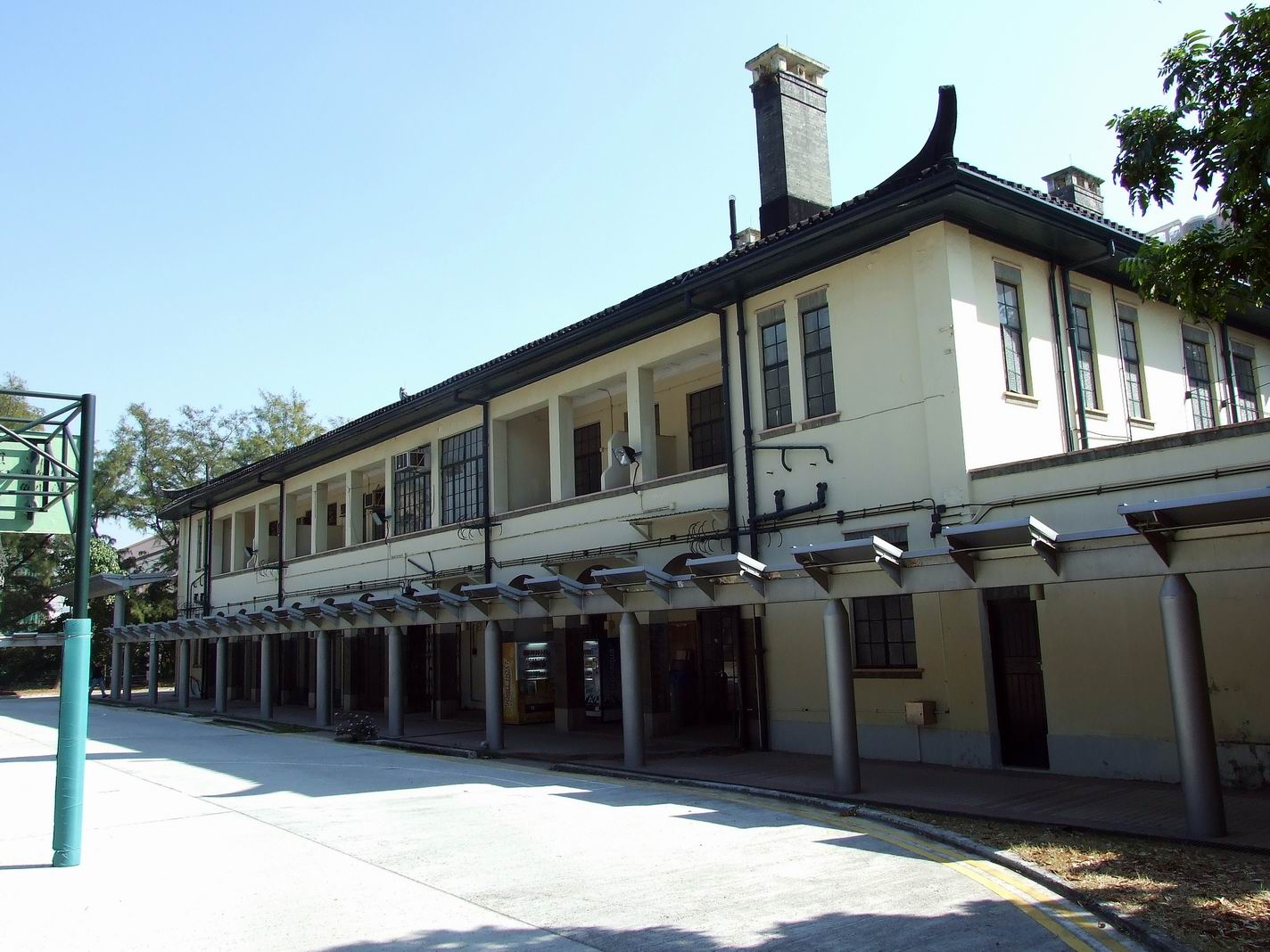
"R"座在球場傍邊

| 建築物名稱              | 歷史評級 | 落成年份 | 建築風格                                 | 補充資料                                                 |
| ----------------------- | -------- | -------- | ---------------------------------------- | -------------------------------------------------------- |
| 九龍醫院A座             | II       | 1925年   | 古典復興式，受工藝美術風格及中式風格影響 | 最先開幕的兩棟建築之一，兩層高，作病房之用。             |
| 九龍醫院B座             | II       | 1925年   | 古典復興式，受工藝美術風格及中式風格影響 | 最先開幕的兩棟建築之一，兩層高，作病房之用。             |
| 九龍醫院P座             | II       | 1934年   | 古典復興式，受工藝美術風格及中式風格影響 | 兩層高，外貌與A、B座相似。                               |
| 九龍醫院R座             | II       | 1934年   | 古典復興式，受工藝美術風格及中式風格影響 | 兩層高，外貌與A、B座相似。                               |
| 九龍醫院C座             | II       | 1934年   | 古典復興式，受工藝美術風格及中式風格影響 | 兩層高，外貌與A、B座相似。                               |
| 九龍醫院M座             | II       | 1932年   | 古典復興式，受工藝美術風格及中式風格影響 | 兩層高，外貌與A、B座相似。                               |
| 九龍醫院中九龍診所      | II       | 1935年   | 工藝美術風格（加建部分受現代主義影響）   | 1965年於原有建築物西及南部加建擴充，作藥房及候診區之用。 |
| 九龍醫院Isolation Block | II       | 1938年   | 工藝美術風格                             | 單層建築物，作行政之用                                   |
| 九龍醫院平房設施        | III      | 1945     |                                          | 為中九龍診所一部分                                       |
| 九龍醫院平房設施        | III      | 1945     |                                          | 為中九龍診所一部分                                       |

- "N"座空置的病房
- "P"座改作更衣室
- "R"座在球場傍邊

## 組織架構
- 九龍中醫院聯網總監
  - 張復熾醫生
- 醫院行政總監：
  - 林美怡醫生

醫院管治委員會
- 主席：
  - 林濬先生，SBS，JP
- 委員：

| - - 陳鄭玉而博士 - 陳文偉教授 - 賴福明醫生 - 梁健平博士 - 馮載祥 先生，SBS，JP - 王志強先生 - 岑浩强教授 - 余國權先生 - 黃以謙 醫生 |

## 設施

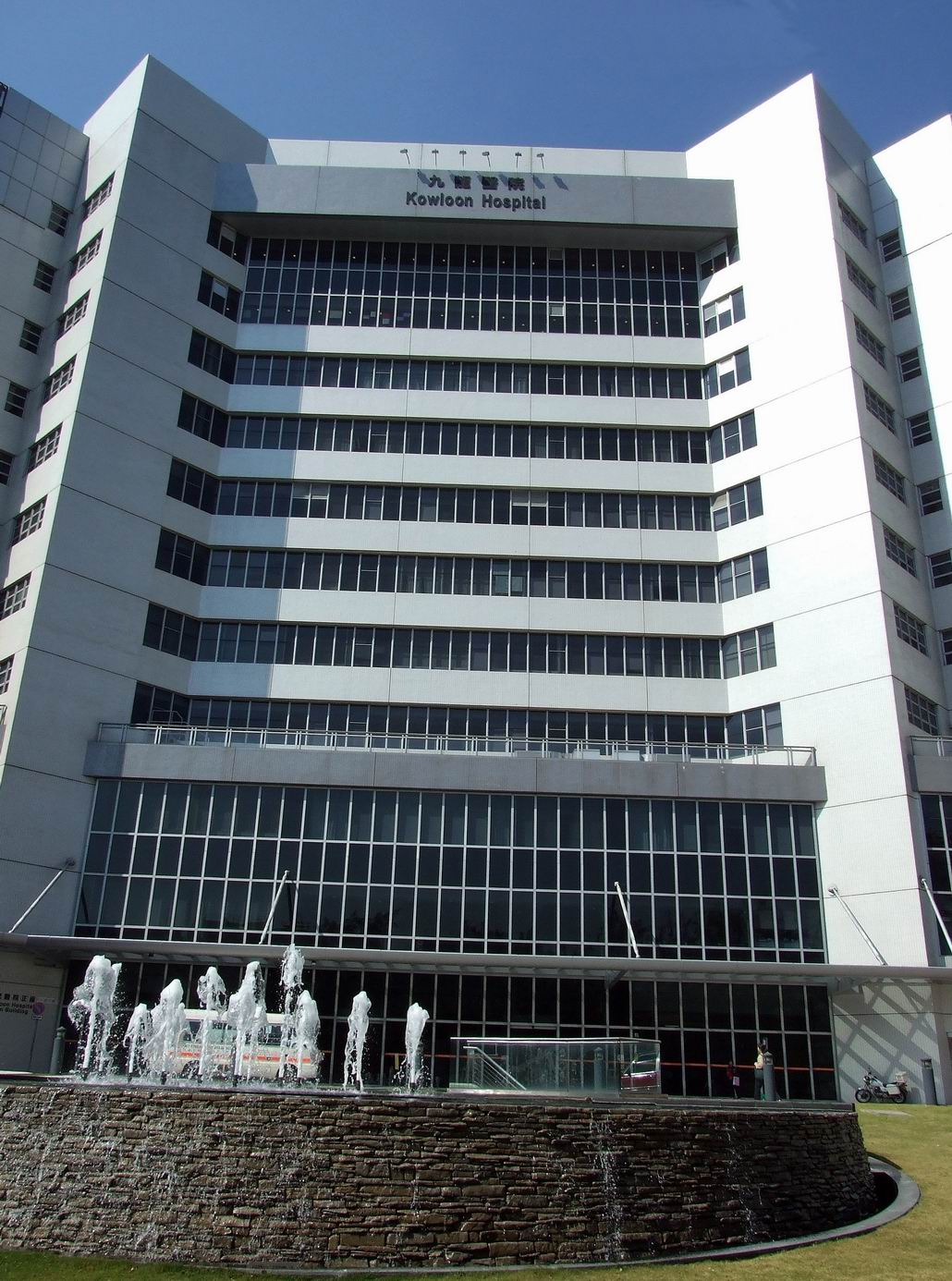
九龍醫院正座大樓

九龍醫院位處九龍亞皆老街及窩打老道交界小山丘（古稱大石鼓），由十多幢平房及三座主座大樓組成，包括西翼大樓、康復大樓及正座大樓。截至2007年3月31日，九龍醫院有1,281張病床，正座樓高11層，8層為病房，設有705張病床，包括395張精神科病床（8至10樓五間病房）、124張胸肺內科病床及186張延續護理病床，其餘3層為專職醫療部門、行政部、醫務社會工作部、病理學部、中央消毒物品供應部、醫療檔案、放射診斷部及營養部等；康復大樓共設有576張病床，亦為九龍區專職醫療門診病人提供門診服務。其他設施包括：
病人資源中心
病人資源中心服務時間為星期一至五的上午9時正至下午5時正，提供病人互助小組、資訊服務、病人／社區健康教育計劃、圖書館服務、康樂及社交活動及統籌義工服務。
紅棉社
紅棉社（Kapok Clubhouse）是一所以「會所運作模式」而成立精神復康服務組織。精神病復康者以會員身份與職員一起管理及支持會所日常運作。
新生便利店
位於西翼大樓地下的便利店由新生精神康復會辦理。
營康薈復康店
位於正座地下及康復大樓地下大堂，由香港復康會屬下社企營運。
護士學校
九龍醫院護士學校在2004年重開，現開辦由醫管局及社會福利處合作的社福界登記護士訓練課程。
校址位於九龍醫院S座1樓。

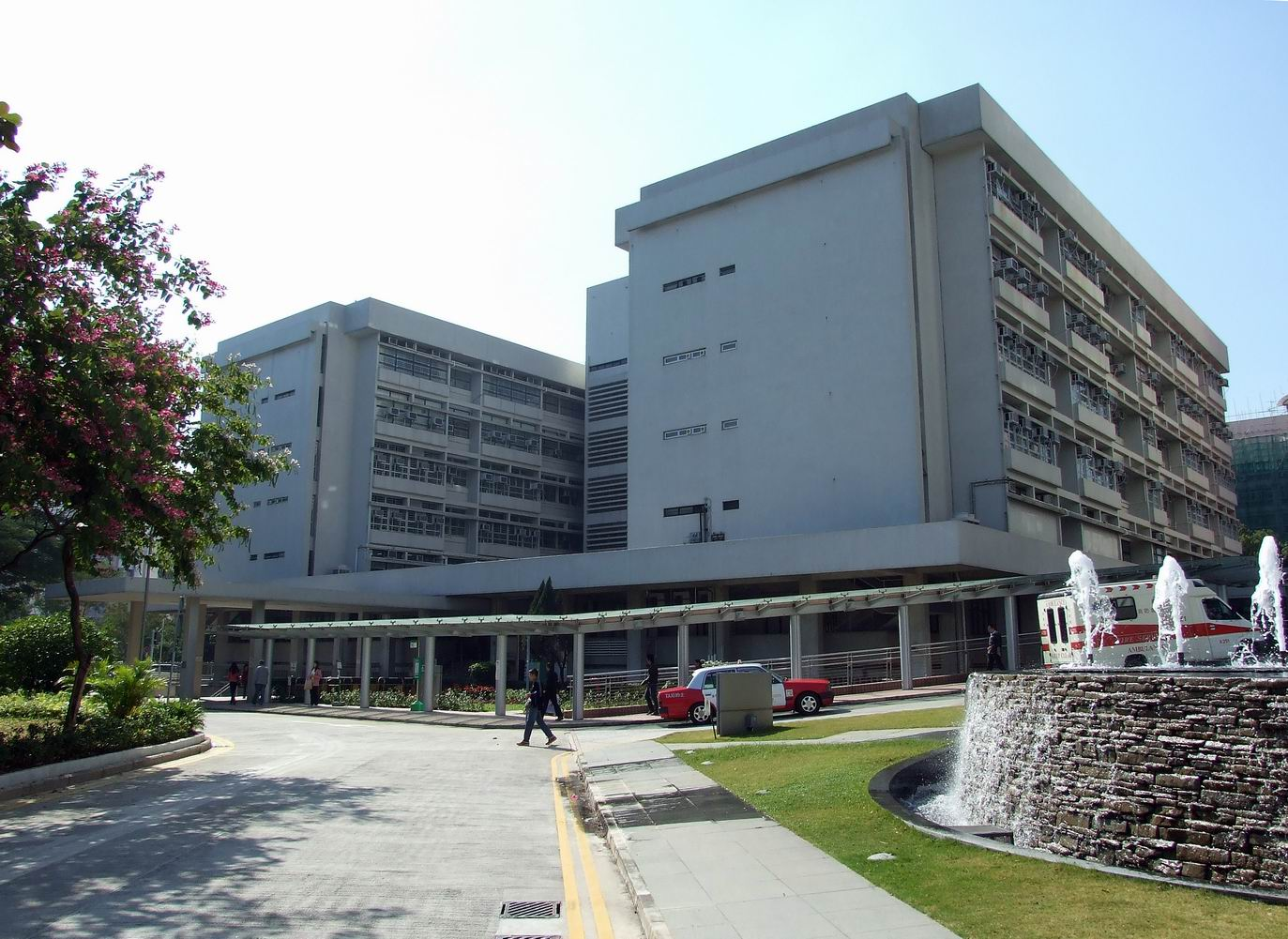
西翼大樓
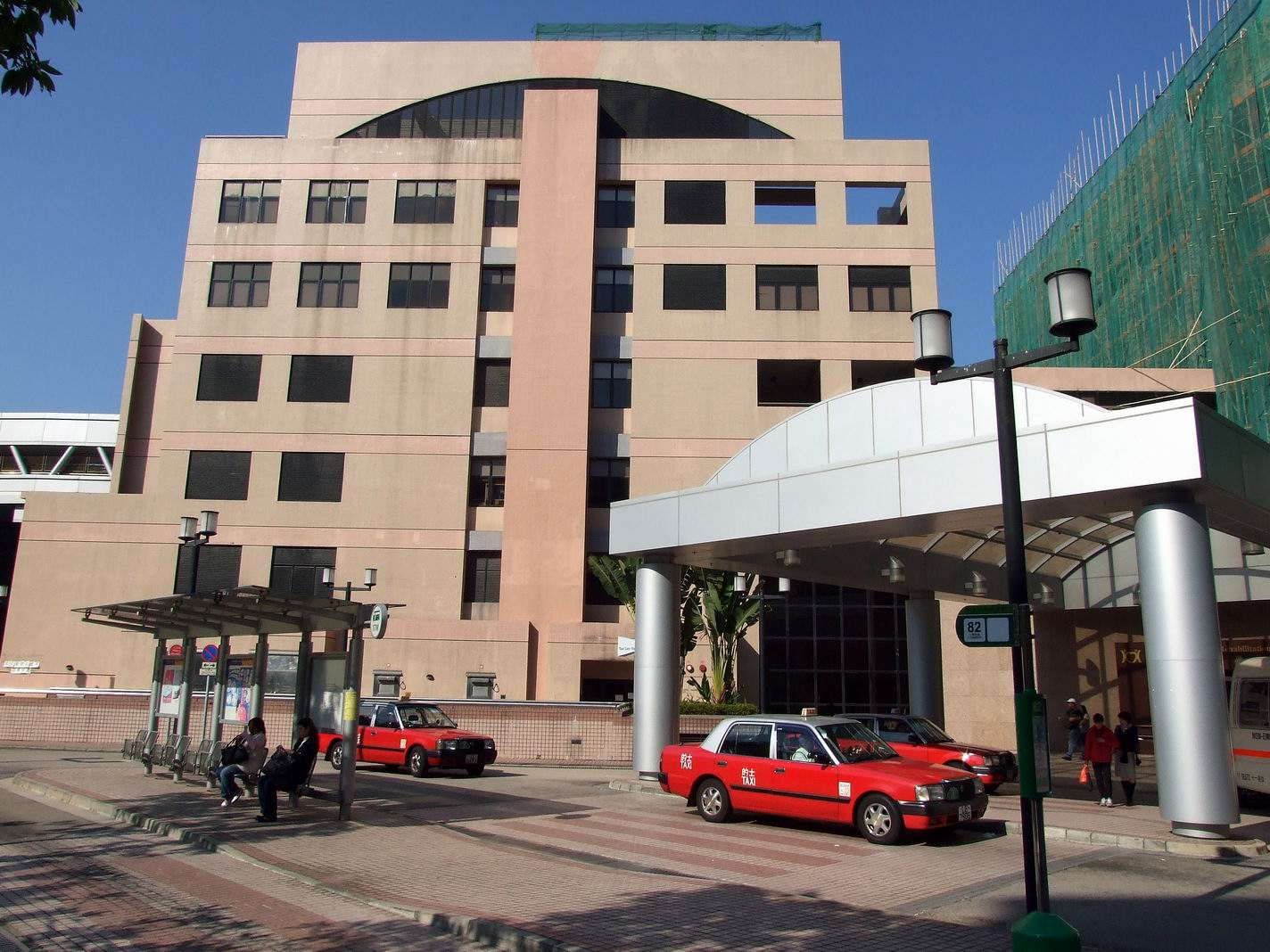
康復大樓
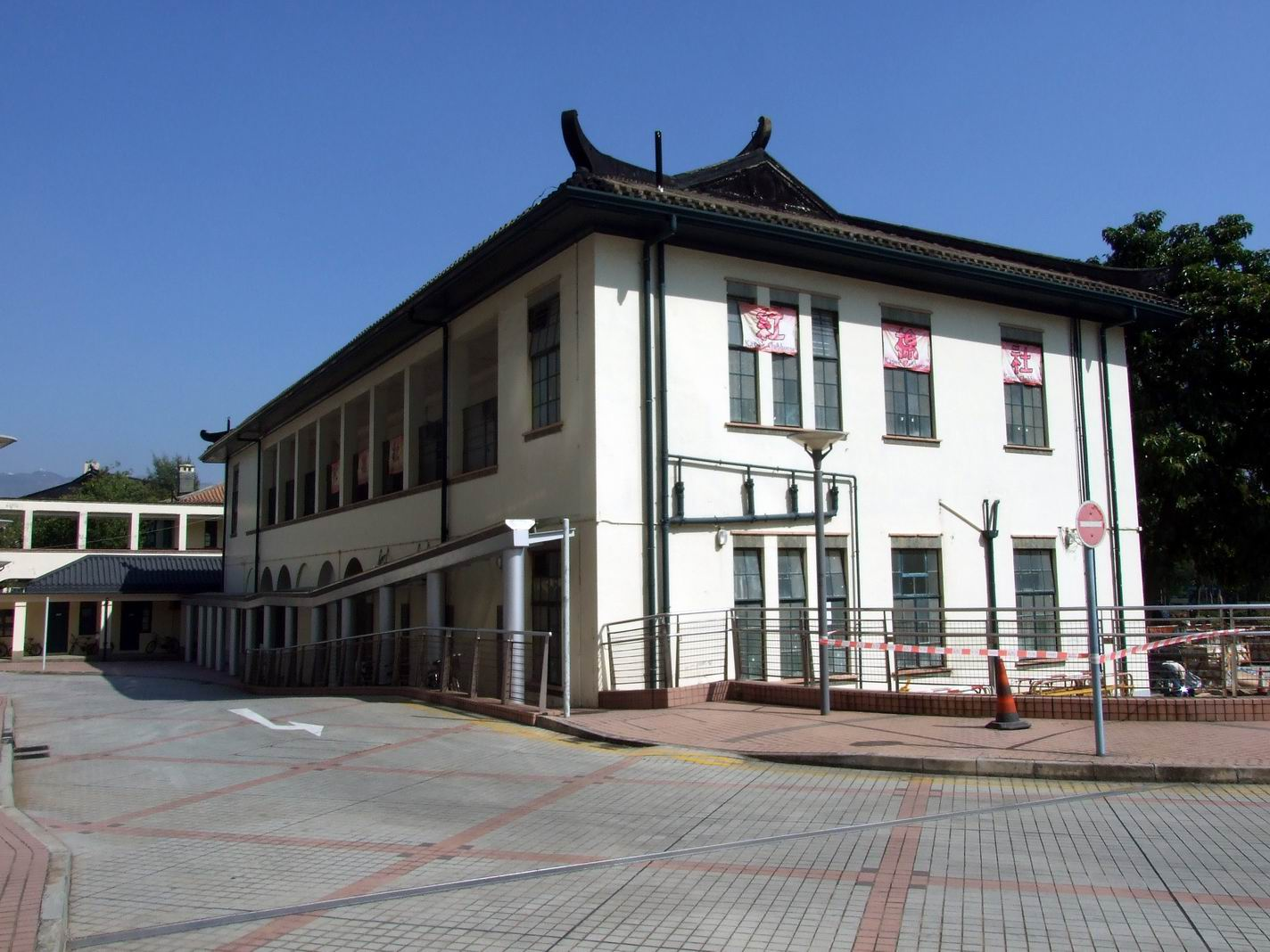
紅棉社（"C"座）

## 服務範圍
| - 胸肺內科 - 精神科 - 康復科 - 延續護理服務 - 護養服務 - 九龍精神科觀察治療中心病房（2018年設立） - 精神科病房 - 精神科會診 - 康復精神科服務 - 精神科日間醫院 - 老人精神科日間醫院 - 胸肺內科日間護理中心 | - 胸肺內科睡眠檢查室 - 放射診斷部 - 臨床心理專家 - 營養部 - 職業治療 - 藥劑部 - 物理治療 - 義肢及矯形服務 - 言語治療 - 醫務社工服務 - 專科門診部 - 物質濫用診所 | - 社區老人評估小組 - 社康護理服務 - 精神科社康護理服務 - 社區精神科小組 - 社區老人精神科小組 - 九龍醫院護士學校 |

## 醫療事故

### 病人呼吸造口被密封致死
2011年11月，一名患有喉癌的年老男病人，懷疑遭紗布密封呼吸造口導致窒息死亡。事故調查委員會於2012年3月公佈調查結果，發現九龍醫院的人員誤將死者喉部的永久性造口，視作即將埋口的臨時造口來護理，用紗布密封造口等待傷口埋口，但確實死因則有待死因庭審理。調查報告指病人從伊利沙伯醫院轉院到九龍醫院時，運送紀錄未有列明這名男病人患有喉癌，頸部的呼吸造口屬永久性的，但九龍醫院的全部涉事醫護人員，都將永久造口當作臨時造口處理。九龍醫院接收病人後共有27名醫護人員處理，其中16人曾處理病人的造口，除一名名醫生外，其餘都是護士。調查委員會主席余協祖解釋，九龍醫院的醫護人員以為病人的造口是不再使用的臨時造口，每日都用消毒敷料為造口消毒和用紗布覆蓋等待傷口癒合，護士曾用膠布貼住紗布的四邊，甚至用兩層紗布封住造口。因為底層的紗布未能被膠布黏貼固定，所以不排除病人大力吸氣時把紗布吸入氣管的可能性。報告批評醫院的主診醫生及護士警覺性低合缺乏經驗。2016年6月，護士管理局裁定三名護士在事件中專業失德，各被判停牌一個月。

## 外部連結
- 九龍醫院（中文） （页面存档备份，存于）